# Mine de Lonshi
La mine de Lonshi, est une mine à ciel ouvert de cuivre située dans la province de Katanga en République démocratique du Congo. Elle était historiquement détenu par First Quantum Minerals, avant que celle-ci vende ses activités à Société de développement industriel et minier du Congo dans le pays à la suite d'un conflit avec le gouvernement. La Société de développement industriel et minier du Congo a ensuite vendu la mine à Eurasian Natural Resources Corporation.